# Мексиканский кролик
Мексиканский кролик (лат. Sylvilagus cunicularius) — вид американских кроликов из семейства зайцевых (Leporidae), эндемик Мексики.

## Таксономия
Был впервые описан английским натуралистом Джорджем Р. Уотерхаусом в 1848 году. Известны три подвида: Sylvilagus cunicularius cunicularius, S. c. insolitus и S. c. pacificus.

## Описание
Один из крупнейших представителей своего рода. Мексиканский кролик весит от 1800 до 2300 г и является крупнейшим кроликом в Мексике.

## Поведение
Может размножаться в течение всего года, но особенно в тёплые и влажные летние месяцы (март—октябрь). Для размножения мать роет специальную нору, в которой обустраивает себе гнездо. Это короткий туннель, который заканчивается родильной камерой.

## Экология
Обитают только в нескольких мексиканских штатах, предпочитая леса и пастбища. На кроликов охотятся ряд хищников — лисы, койоты, бродячие собаки, длиннохвостая ласка, совы, краснохвостый сарыч.

## Охранный статус
Обычный вид в пределах своего ареала. Его будущее в целом не вызывает опасений.